# Púrpura tíria
A púrpura tíria (também púrpura de Tiro ou púrpura-de-Tiro; em grego: πορφύρα, porphyra; em latim: purpura), também conhecida como vermelho fenício, púrpura fenícia, púrpura real, púrpura imperial ou tintura imperial,  é uma tinta natural de coloração vermelho-púrpura, extraída de caramujos marinhos, e que provavelmente foi produzida pela primeira vez pelos antigos fenícios. Esta tinta tinha grande valor na Antiguidade por não desbotar - ao contrário, ela se torna gradualmente mais brilhante e intensa com a exposição ao tempo e à luz do sol. 
O nome "Tíria" refere-se a Tiro, Líbano. É secretada por várias espécies de caramujos marinhos predadores da família Muricidae, caracóis de rocha originalmente conhecidos pelo nome 'Murex'. Nos tempos antigos, extrair esse corante envolvia dezenas de milhares de caracóis e muito trabalho e, como resultado, o corante era altamente valorizado. O composto colorido é 6,6'-dibromoíndigo.
A púrpura tíria era cara; segundo o historiador Teopompo, do século IV a.C., "a púrpura para as tintas valia o seu peso em prata em Cólofon", na Ásia Menor. Estes custos transformavam os produtos têxteis que utilizavam a púrpura tíria em símbolos de status, e as antigas leis suntuárias ditavam e até proibiram o seu uso. A produção dos animais que forneciam a tinta era controlada com rigor durante o Império Bizantino, e subsidiada pela corte imperial, que restringia seu uso para a pintura das sedas imperiais; o filho de um imperador no poder era chamado de porfirogênito (porphyrogenitos, "nascido na púrpura"), tanto referindo-se à Pórfira, o pavilhão do Grande Palácio de Constantinopla revestido de pórfiro onde os herdeiros do trono nasciam, quanto à púrpura que futuramente trajariam.
A substância consiste de uma secreção mucosa da glândula hipobranquial de um dos diversos caramujos marinhos encontrados no Mediterrâneo Oriental, o gastrópode marinho Murex brandaris, o murex espinhoso Bolinus brandaris (Linnaeus, 1758), o murex listrado Hexaplex trunculus, e o Stramonita haemastoma.

No hebraico bíblico, a tinta extraída do Murex brandaris era conhecida como argaman (ארגמן). Outra tinta, extraída do Hexaplex trunculus, produzia uma cor índigo chamada de tekhelet (תְּכֵלֶת‎), usada em vestes trajadas para funções rituais.

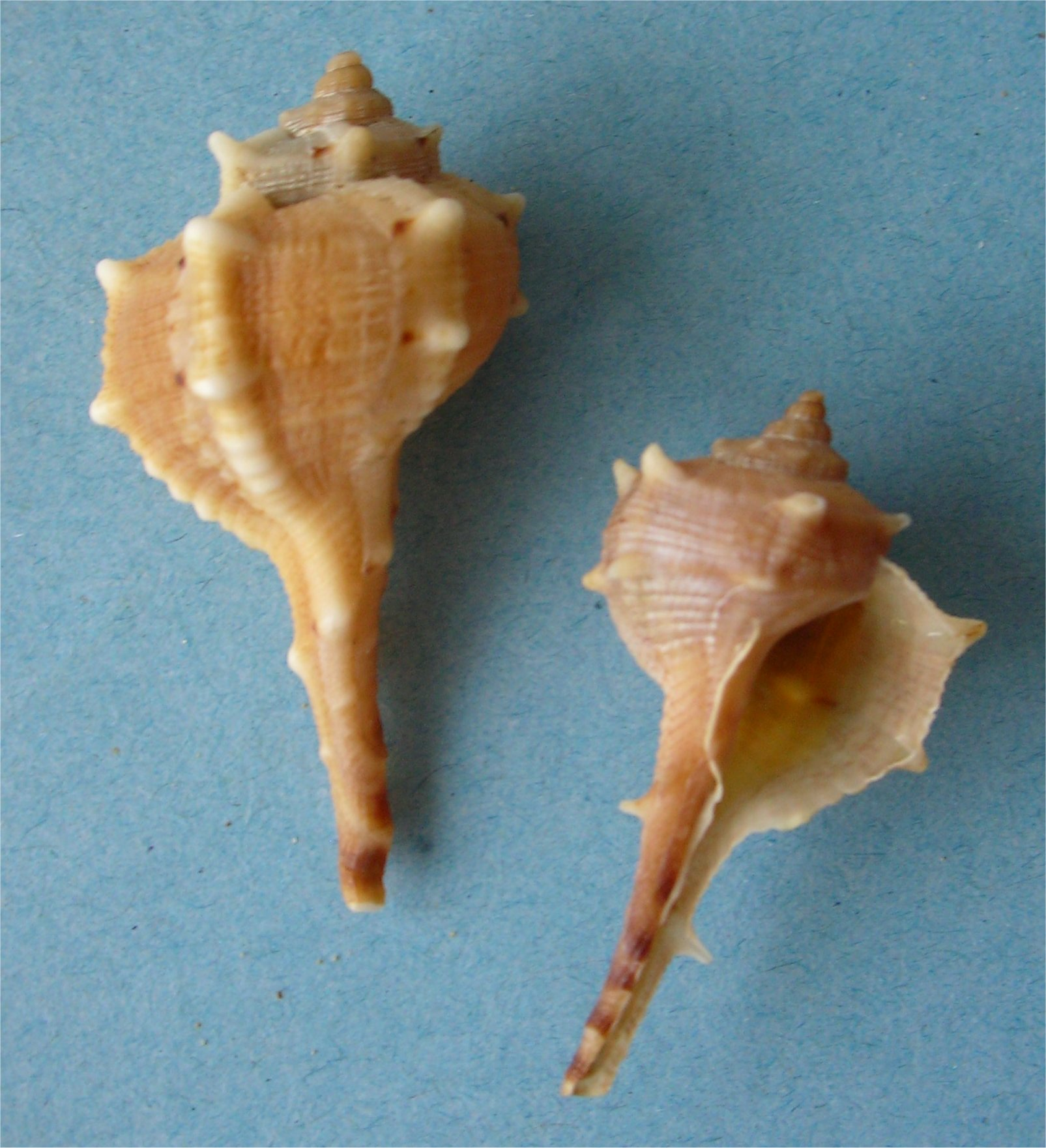
Duas conchas do gastrópode Bolinus brandaris, também conhecido como murex espinhoso.

Diversas espécies de moluscos da família Muricidae, como por exemplo o Plicopurpura pansa (Gould, 1853), das regiões tropicais do Oceano Pacífico oriental, e Plicopurpura patula (Linnaeus, 1758) da região do Caribe, no Oceano Atlântico ocidental, também produzem uma substância semelhante (que se transforma numa cor púrpura duradoura após exposição à luz do sol), e esta característica foi também explorada pelos habitantes locais nas regiões de ocorrência destes animais. Alguns outros gastrópodes predatórios, como os membros da família Epitoniidae, parecem produzir uma substância similar, que ainda não foi estudada nem explorada comercialmente. O molusco Nucella lapillus, do Atlântico Norte, também pode ser usado para produzir tintas púrpura e violeta.
Na natureza estes moluscos utilizam esta secreção como parte de seu comportamento predatório, e para funcionar como uma camada antimicrobiana que cobre seus ovos. O molusco secreta esta substância quando é tocado ou atacado fisicamente por humanos, portanto a tinta pode ser extraída através de um processo de "ordenha", que embora seja mais trabalhoso é um recurso renovável, ou através do método destrutivo, que consiste da coleta dos moluscos e do esmagamento de suas conchas. Segundo David Jacoby, "doze mil conchas de Murex brandaris não produzem mais que 1,4 g de tinta pura, suficiente apenas para colorir a bainha de uma única veste."

## História

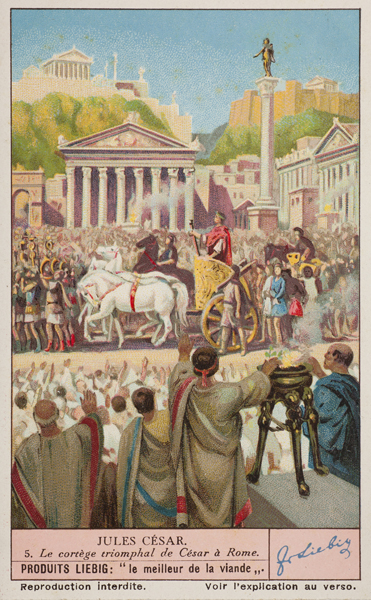
Uma representação do século XX de um triunfo romano celebrado por Júlio César. César, andando na carruagem, usa a sólida toga picta púrpura de Tiro. Em primeiro plano, dois magistrados romanos são identificados por sua toga praetexta, branca com uma faixa de púrpura tíria.

Muitas vezes, os pigmentos biológicos eram difíceis de adquirir e os detalhes de sua produção eram mantidos em segredo pelos fabricantes. A púrpura tíria  era um pigmento feito a partir do muco de várias espécies de caramujos marinhos (Murex) . A produção de púrpura de Tiro para uso como corante de tecido começou já em 1200 aC pelos fenícios e foi continuada pelos gregos e romanos até 1453 dC, com a queda de Constantinopla . O pigmento era caro e complexo de produzir, e os itens coloridos com ele tornaram-se associados ao poder e à riqueza.
A cor dos têxteis desse período fornece informações sobre as relações socioculturais nas sociedades antigas, além de fornecer informações sobre conquistas tecnológicas, moda, estratificação social, agricultura e conexões comerciais.  Apesar de seu valor para a pesquisa arqueológica, os têxteis são raros no registro arqueológico. Como qualquer material orgânico perecível, geralmente estão sujeitos a rápida decomposição e sua preservação requer condições especiais para evitar a destruição por microrganismos. 
A púrpura de Tiro pode ter sido usada pela primeira vez pelos antigos fenícios já em 1570 aC.  Tem sido sugerido que o próprio nome Fenícia significa "terra de púrpura".  O corante era muito valorizado na antiguidade porque a cor não desbotava facilmente, mas ficava mais brilhante com o tempo e a luz do sol. Veio em vários tons, sendo o mais valorizado o sangue coagulado tingido de preto. 
Por ser extremamente difícil de fabricar, o púrpura de Tiro era cara: o historiador do século IV a.C., Theopompo, relatou: "Púrpura para tinturas alcançava seu peso em prata em Colophon " na Ásia Menor.  A despesa fez com que os tecidos tingidos de roxo se tornassem símbolos de status, cujo uso era restrito por leis suntuárias. Os magistrados romanos mais antigos usavam uma toga praetexta, uma toga branca com uma faixa de púrpura de Tiro. A ainda mais suntuosa toga picta, sólida púrpura tíria com uma faixa dourada, era usada por generais que celebravam um triunfo romano. 
Por volta do século 4 dC, as leis suntuárias em Roma haviam sido tão rígidas que apenas o imperador romano tinha permissão para usar a púrpura tíria.  Como resultado, 'roxo' às vezes é usado como uma metonímia para o cargo (por exemplo, a frase 'vestiu o roxo' significa 'tornou-se imperador'). A produção de púrpura tíria foi rigidamente controlada no Império Bizantino e subsidiada pela corte imperial, que restringiu seu uso para a coloração de sedas imperiais.  Mais tarde (século IX)  dizia-se que uma criança nascida de um imperador reinante era porphyrogenitos, "nascido na púrpura".
Alguns especulam que o corante extraído do Bolinus brandaris é conhecido como argaman ( ארגמן) em hebraico bíblico. Outro corante extraído de um caracol marinho relacionado, Hexaplex trunculus, produzia uma cor azul após a exposição à luz que poderia ser conhecida como tekhelet ( תְּכֵלֶת ), usado em roupas usadas para fins rituais. 

## Produção de caracóis do mar

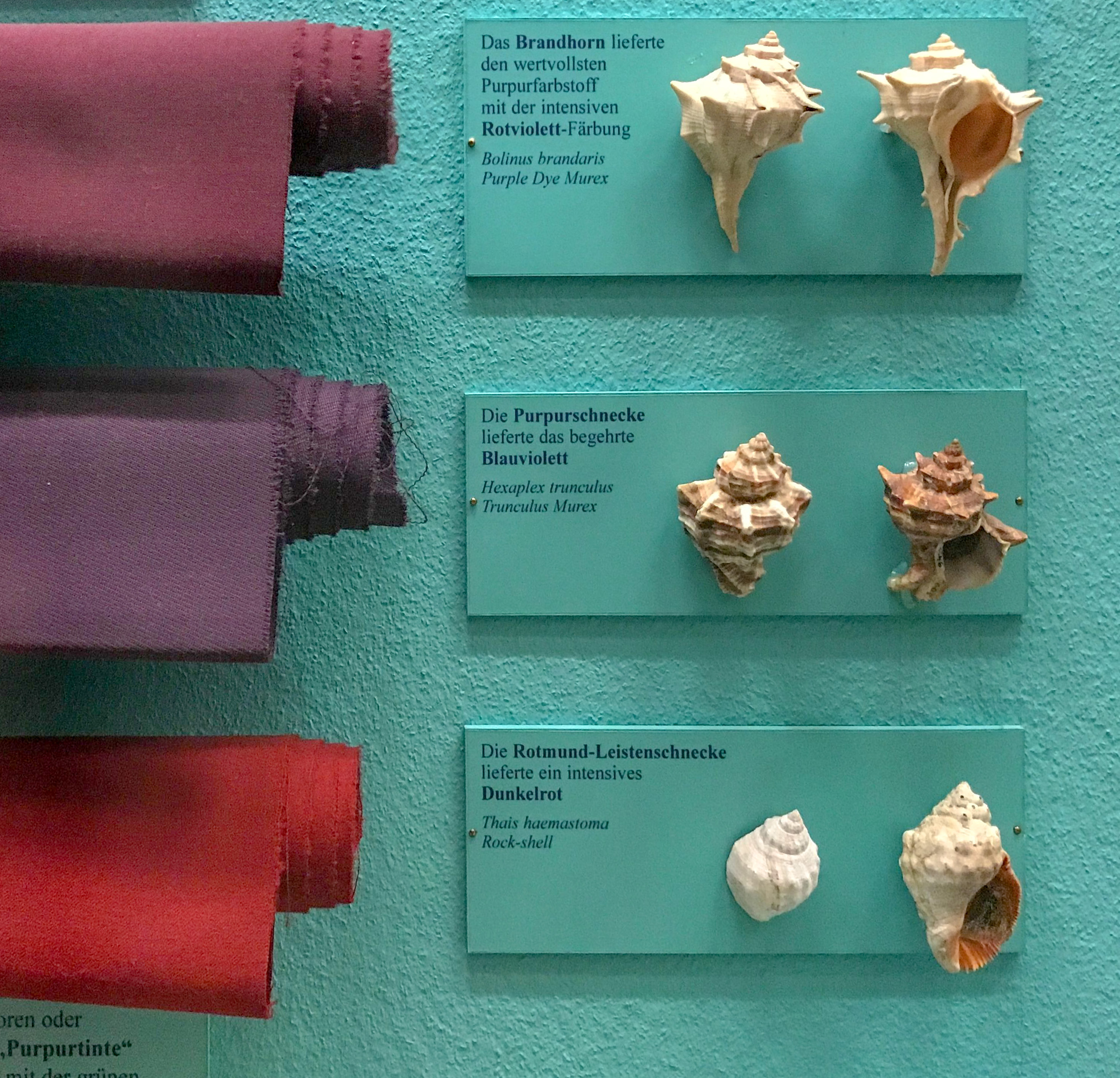
Tecidos tingidos de diferentes espécies de caracol marinho

A substância corante é uma secreção mucosa da glândula hipobranquial de uma das várias espécies de caracóis marinhos predadores de tamanho médio encontrados no leste do Mar Mediterrâneo e na costa atlântica do Marrocos. Estes são os gastrópodes marinhos Bolinus brandaris, o corante espinhoso-murex (originalmente conhecido como Murex brandaris Linnaeus, 1758), o corante-murex bandado Hexaplex trunculus, a casca de rocha Stramonita haemastoma,  e menos comumente um número de outras espécies, como Bolinus cornutus. 
O corante é um composto orgânico de bromo (ou seja, um composto organobromado ), uma classe de compostos frequentemente encontrados em algas e em alguma outra vida marinha, mas muito mais raramente encontrados na biologia de animais terrestres. Este corante contrasta com a imitação de púrpura mais barata que era comumente produzida com materiais mais baratos do que os corantes do caracol marinho. 
Na natureza, os caracóis usam a secreção como parte de seu comportamento predatório para sedar as presas e como revestimento antimicrobiano nas massas de ovos.  O caracol também secreta essa substância quando é atacado por predadores ou fisicamente antagonizado por humanos (por exemplo, cutucada). Portanto, o corante pode ser coletado "ordenhando" os caracóis, que é mais trabalhoso, mas é um recurso renovável, ou coletando e esmagando destrutivamente os caracóis. David Jacoby observa que "doze mil caracóis de Murex brandaris produzem não mais do que 1,4 g de corante puro, o suficiente para colorir apenas o acabamento de uma única peça de roupa". Através do processo de colheita de caramujos que inclui a extração da glândula hipobranquial (situada sob o manto do molusco) é coletado o corante que exigia conhecimentos avançados de biologia. O tingimento à base de murex deve ser feito próximo ao local de origem dos caramujos, pois o frescor do material tem efeito significativo nos resultados, as cores obtidas a partir do longo processo de reações bioquímicas, enzimáticas e fotoquímicas, e requer redução e processos de oxidação que provavelmente levaram vários dias. 
Muitas outras espécies em todo o mundo dentro da família Muricidae, por exemplo Plicopurpura pansa,  do Pacífico oriental tropical, e Plicopurpura patula  da zona caribenha do Atlântico ocidental, também podem produzir uma substância semelhante (que se transforma em um duradouro corante púrpura quando exposto à luz solar) e essa habilidade às vezes também foi historicamente explorada pelos habitantes locais nas áreas onde esses caramujos ocorrem. Alguns outros gastrópodes predadores, como da família Epitoniidae, parecem também produzir uma substância semelhante, embora isso não tenha sido estudado ou explorado comercialmente. O caracol Nucella lapillus, do Atlântico Norte, também pode ser usada para produzir corantes vermelho-púrpura e violeta. 

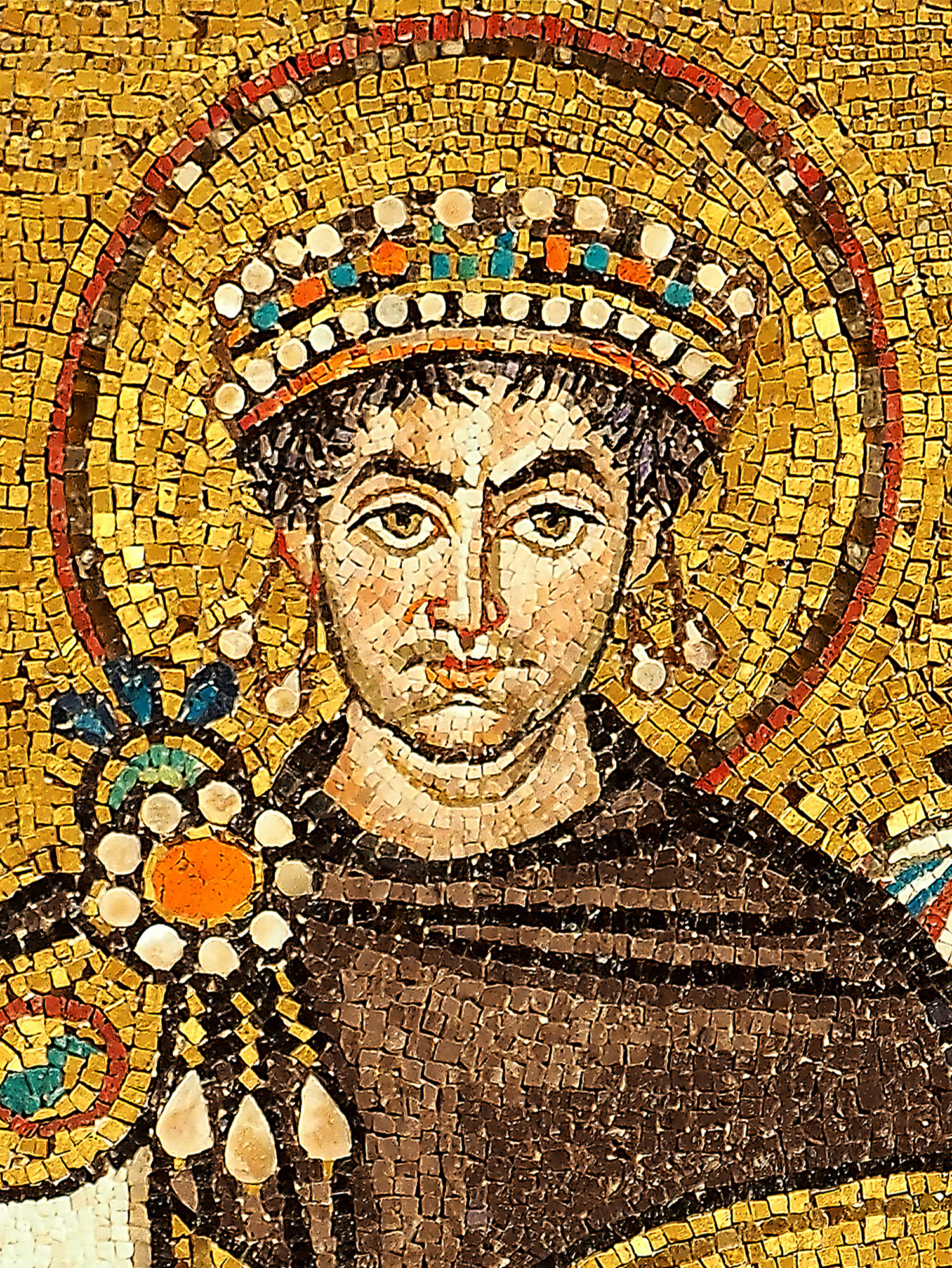
Imperador bizantino Justiniano I vestido com uma veste de cor da púrpura tíria, mosaico do século VI na Basílica de San Vitale, Ravena, Itália

## Azul Royal (Azul Real)

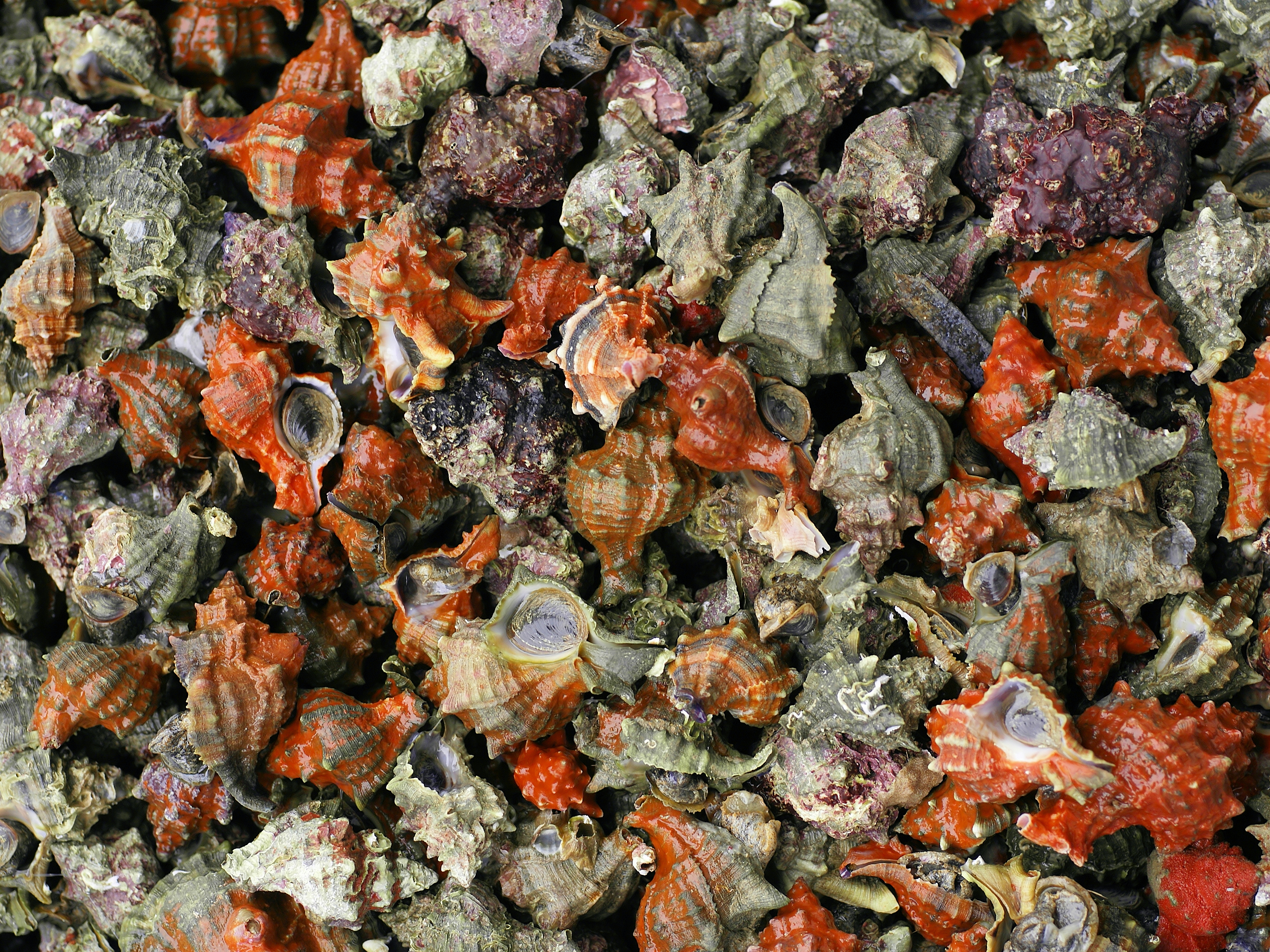
Caracol do mar, mercado de peixes em L'ametlla de Mar na Espanha.

Os fenícios também fabricavam um corante de cor azul profundo, às vezes chamado de azul real ou roxo jacinto, que era feito de uma espécie intimamente relacionada de caracol marinho.  Os fenícios estabeleceram uma instalação de produção auxiliar nas Ilhas Purpuraires em Mogador, no Marrocos.  O caracol do mar colhido nesta instalação de produção de corantes no oeste do Marrocos era o Hexaplex trunculus , também conhecido pelo nome antigo Murex trunculus.  Esta segunda espécie de corante murex é encontrada hoje nas costas mediterrânea e atlântica da Europa e da África (Espanha, Portugal, Marrocos). 

## Plano de fundo
O corante de cor fixa (que não desbota) era um item de comércio de luxo, valorizado pelos romanos, que o usavam para colorir mantos cerimoniais . Usado como corante, a cor muda de azul (pico de absorção em 590 nm, que é amarelo-laranja) para roxo-avermelhado (pico de absorção em 520 nm, que é verde).  Acredita-se que a intensidade da tonalidade púrpura melhorou em vez de desbotar à medida que o tecido tingido envelhecia. Vitrúvio menciona a produção de púrpura de Tiro a partir de mariscos.  Em sua História dos Animais, Aristóteles descreveu o marisco do qual a púrpura de Tiro foi obtida e o processo de extração do tecido que produziu o corante.   Plínio, o Velho , descreveu a produção da púrpura tíria em sua História Natural : 
A estação mais favorável para pegar esses [mariscos] é após o surgimento da estrela Sirius, ou então antes da primavera; pois, depois de terem descarregado sua secreção cerosa, seus sucos não têm consistência: isso, porém, é um fato desconhecido nas oficinas dos tintureiros, embora seja um ponto de importância primordial. Depois de retirada, extrai-se a veia [ou seja, glândula hipobranquial], da qual falamos anteriormente, à qual é necessário adicionar sal, um sextarius [cerca de 20 fl. onças] para cada cem libras de suco. Basta deixá-los em infusão por um período de três dias, e não mais, pois quanto mais frescos estiverem, maior será a virtude do licor. Em seguida, é colocado para ferver em vasos de estanho [ou chumbo], e cada cem ânforas deve ser reduzida a quinhentas libras de corante, pela aplicação de um calor moderado; para o que o recipiente é colocado no final de um longo funil, que se comunica com o forno; enquanto assim ferve, o licor é desnatado de vez em quando, e com ele a carne, que necessariamente adere às veias. Por volta do décimo dia, geralmente, todo o conteúdo do caldeirão está em estado liquefeito, sobre o qual um velo, do qual a gordura foi limpa, é mergulhado nele por meio de teste; mas até que a cor seja encontrada para satisfazer os desejos de quem a prepara, o licor ainda é mantido em ebulição. A tonalidade que se inclina para o vermelho é considerada inferior àquela que é de tonalidade negra. A lã é deixada de molho por cinco horas e, depois de cardada, é jogada novamente, até que absorva totalmente a cor. todo o conteúdo do caldeirão está em estado liquefeito, sobre o qual um velo, do qual a gordura foi limpa, é mergulhado nele por meio de teste; mas até que a cor seja encontrada para satisfazer os desejos de quem a prepara, o licor ainda é mantido em ebulição. 
Dados arqueológicos de Tiro indicam que os caracóis foram coletados em grandes tonéis e deixados para se decompor. Isso produziu um fedor horrível que foi realmente mencionado por autores antigos. Não se sabe muito sobre as etapas subsequentes, e o método antigo real para produzir em massa os dois corantes de murex ainda não foi reconstruído com sucesso; acredita-se que essa cor especial de "sangue coagulado enegrecido", que era valorizada acima de todas as outras, é obtida mergulhando duas vezes o pano, uma vez no corante índigo de H. trunculus e uma vez no corante vermelho-púrpura de B. brandaris. 
O mitógrafo romano Julius Pollux, escrevendo no século II d.C., afirmou (Onomasticon I, 45–49) que o corante roxo foi descoberto pela primeira vez pelo filósofo Héracles de Tiro, ou melhor, por seu cachorro, cuja boca estava manchada de roxo por mastigar em caracóis ao longo da costa de Tiro. Esta história foi retratada por Peter Paul Rubens em sua pintura "Hercules' Dog Discover Purple Dye" ("O cão de Hércules descobre a tinta roxa"). De acordo com John Malalas, o incidente aconteceu durante o reinado do lendário Rei Fênix de Tiro, o progenitor homônimo dos fenícios e, portanto, ele foi o primeiro governante a usar a púrpura de Tiro e legislar sobre seu uso. 

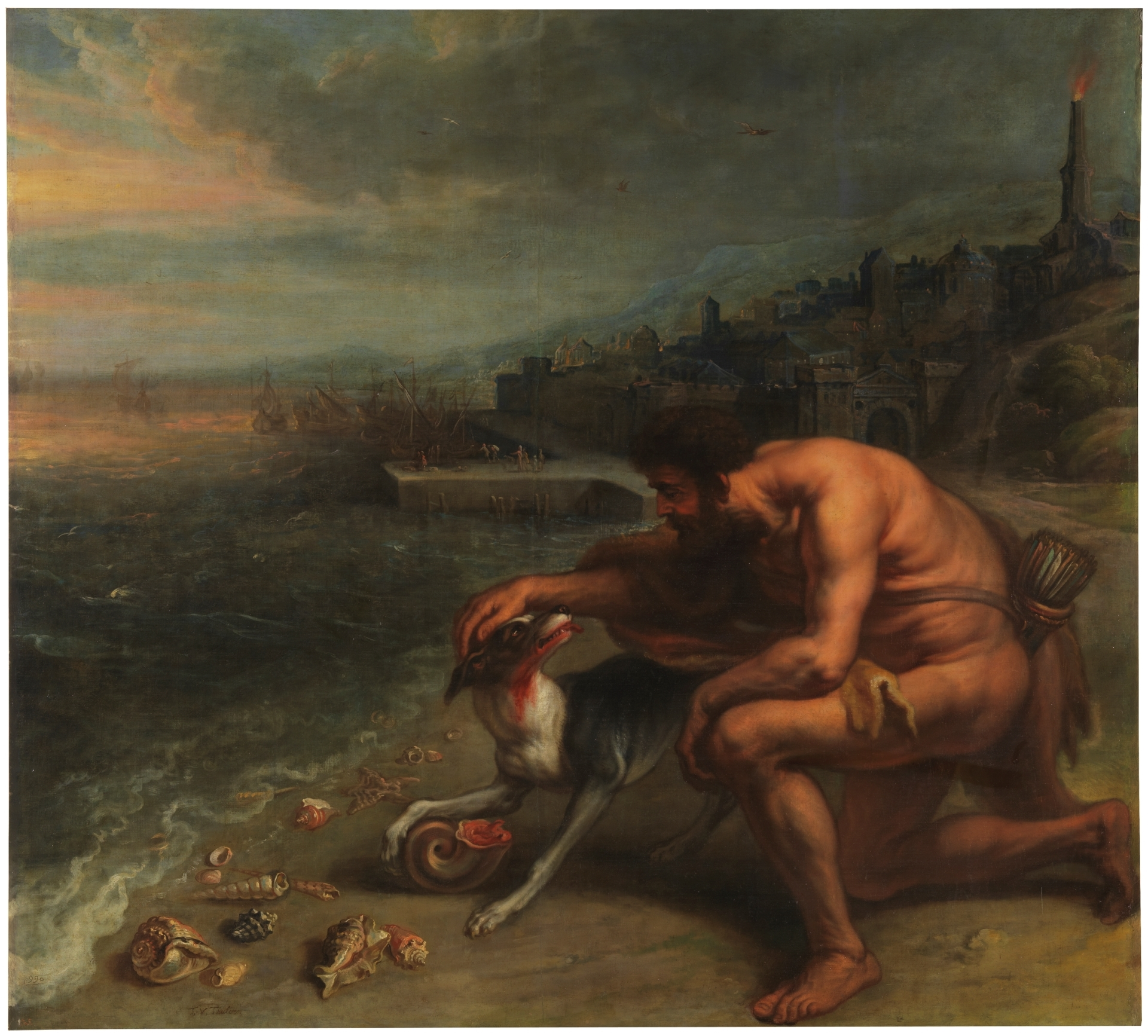
"O cão de Hércules descobre a tinta roxa", pintura do artista flamengo Peter Paul Rubens e retrata a lenda segundo a qual o cão de Hércules mordeu um marisco e ficou com a boca púrpura, levando a descoberta da cor

Recentemente, a descoberta arqueológica de um número substancial de conchas de Murex em Creta sugere que os minóicos podem ter sido os pioneiros na extração da púrpura imperial séculos antes dos tírios. A datação da cerâmica colocada sugere que o corante pode ter sido produzido durante o período Minoano Médio no século 20-18 a.C.  
Acumulados de cascas de murex esmagadas de uma cabana no local de Coppa Nevigata, no sul da Itália, podem indicar a produção de corante roxo desde pelo menos o século 18 a.C. Evidências arqueológicas adicionais podem ser encontradas em amostras provenientes de escavações no extenso local de fundição de cobre da Idade do Ferro de “Colina dos Escravos” (Sítio 34), que é datado por radiocarbono do final do século 11 ao início do século 10 a.C.  As descobertas deste site incluem evidências do uso de corante roxo encontrado em manchas usadas em cacos de vasos. As evidências do uso de corantes em cerâmica são encontradas, na maioria das vezes, na parte superior das bacias de cerâmica, na superfície interna, áreas em que a solução corante reduzida foi exposta ao ar e sofreu oxidação que a tornou roxa. 
A produção de púrpura Murex para a corte bizantina chegou a um fim abrupto com o saque de Constantinopla em 1204 , o episódio crítico da Quarta Cruzada. David Jacoby conclui que "nenhum imperador bizantino nem nenhum governante latino nos antigos territórios bizantinos poderia reunir os recursos financeiros necessários para a busca da produção de púrpura de murex. Por outro lado, a pesca de murex e o tingimento com púrpura genuína são atestados para o Egito no 10º e 11º Século d.C."  Por outro lado, Jacoby descobre que não há menções de pesca ou tingimento de púrpura, nem comércio do corante em qualquer fonte ocidental, mesmo no oriente franco. O oeste europeu voltou-se para a cor  vermelhão fornecido pelo inseto Kermes vermillio, conhecido como grana, ou carmesim. 
Em 1909, a antropóloga de Harvard Zelia Nuttall compilou um estudo comparativo intensivo sobre a produção histórica do corante púrpura produzido a partir do carnívoro caracol murex , fonte do corante púrpura real valorizado mais do que o ouro no antigo Oriente Próximo e no antigo México. O povo do México antigo não apenas usava os mesmos métodos de produção dos fenícios, mas também valorizava o tecido tingido de murex acima de todos os outros, pois aparecia nos códices como o traje da nobreza. "Nuttall notou que o pano tingido de murex mexicano tinha um "cheiro forte e desagradável de peixe, que parece ser tão duradouro quanto a própria cor."  Da mesma forma, o antigo papiro egípcio de Anastasilamenta: "As mãos do tintureiro cheiram a peixe podre..."  Esse fedor era tão penetrante que o Talmude concedeu especificamente às mulheres o direito de se divorciar de qualquer marido que se tornasse tintureiro após o casamento. 
Em 2021, arqueólogos encontraram fibras de lã sobreviventes tingidas com púrpura real no vale de Timna, em Israel. A descoberta, datada de c. 1000 a.C., constituiu a primeira evidência direta de tecido tingido com o pigmento da antiguidade. 

## Produção de púrpura Murex no norte da África
A púrpura de Murex era uma indústria muito importante em muitos territórios fenícios e Cartago não era exceção. Traços dessa indústria outrora muito lucrativa ainda são visíveis em muitos locais púnicos, como Kerkouane, Zouchis, Djerba e até mesmo na própria Cartago. Segundo Plínio, Meninx (atual Djerba) produzia o melhor púrpura da África, que também ocupava o segundo lugar, atrás apenas de Tiro. Foi encontrado também em Essaouira  Marrocos). A púrpura real ou púrpura imperial  provavelmente foi usada até a época de Agostinho de Hipona (354–430 EC) e antes do fim do Império Romano. 

## Química de corantes

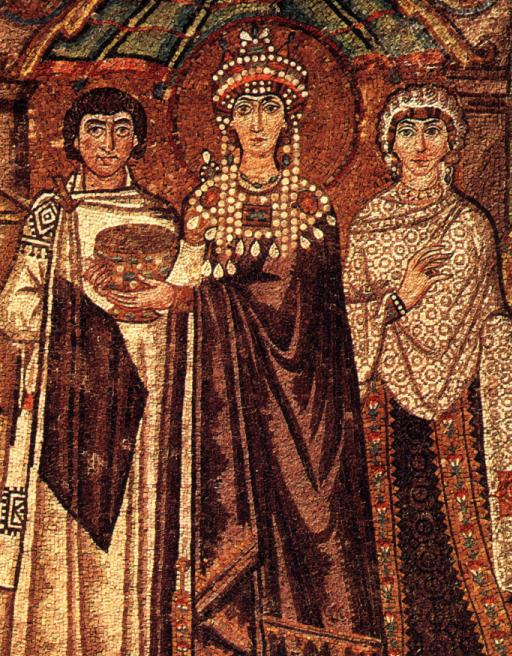
A imperatriz Teodora, esposa do imperador Justiniano, vestida de púrpura tíria (século VI).

Variações nas cores do "púrpura tíria" de diferentes caracóis estão relacionadas à presença de corante índigo (azul), 6-bromoíndigo (roxo) e o vermelho 6,6'-dibromoíndigo. Mudanças adicionais na cor podem ser induzidas pela desbrominação da exposição à luz (como é o caso do Tekhelet, "Turquesa" ) ou pelo processamento térmico.  O tom final de roxo é determinado por cromatograma, que pode ser identificado por análise da Cromatografia líquida de alta performance em uma única medição: indigotina (IND) e indirubina (INR). Os dois são encontrados em fontes vegetais como o pastel (Isatis tinctoria L.) e a planta índigo (Indigofera tinctoria L ), bem como em várias espécies de moluscos. 
Em 1998, por meio de um longo processo de tentativa e erro, foi redescoberto um processo de tingimento com a púrpura de Tiro.  Esta descoberta baseou-se em relatórios do século 15 ao século 18 e explorou o processo biotecnológico por trás da fermentação do pão. Supõe-se que uma cuba de fermentação alcalina era necessária. Uma receita antiga incompleta para a púrpura de Tiro foi registrada por Plínio, o Velho, também foi consultada. Ao alterar a porcentagem de sal marinho no tanque de tingimento e adicionar potássio, ele conseguiu tingir a lã com uma cor púrpura profunda. 
Pesquisas recentes em eletrônica orgânica mostraram que a púrpura de Tiro é um semicondutor orgânico ambipolar. Transistores e circuitos baseados neste material podem ser produzidos a partir de películas finas sublimadas do corante. As boas propriedades semicondutoras do corante se originam de fortes ligações de hidrogênio intermoleculares que reforçam o empilhamento necessário para o transporte intermolecular. 

## Renderização de tonalidade moderna

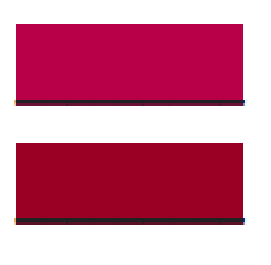
Exemplos da Cor

A verdadeiro púrpura tíria, como a maioria dos pigmentos de alta cromaticidade, não pode ser renderizado com precisão em um monitor de computador RGB padrão. Os relatórios antigos também não são totalmente consistentes, mas essas amostras fornecem uma indicação aproximada do intervalo provável em que apareceu. A cor nferior é a sRGB #990024, destinada à visualização em um dispositivo de saída com uma gama de 2,2 . É uma representação do código de cor RHS 66A,  que foi equiparado ao "vermelho de Tiro",  um termo que é freqüentemente usado como sinônimo de púrpura de Tiro. 

## Filatelia
O nome da cor "Ameixa Tíria" (Tyrian plum) é popularmente dado a um selo postal britânico que foi preparado, mas nunca lançado ao público, pouco antes da morte do rei Eduardo VII em 1910. 